# Городские населённые пункты Краснодарского края
В состав Краснодарского края входят 40 городских населённых пунктов, в том числе:
- 26 городов, среди которых выделяются:
  - 15 городов, соответствующих категории краевого подчинения[4] (в списке  выделены оранжевым цветом), из них в рамках организации местного самоуправления только 7 образуют отдельные муниципальные образования со статусом городского округа и 8 входят в состав соответствующих муниципальных районов;
  - 11 городов, соответствующих категории районного подчинения[4] (все они в рамках организации местного самоуправления входят в состав соответствующих муниципальных районов);
- 14 посёлков городского типа (пгт, включая Сириус и Дагомыс).

## Города
| №  | Название           | район / город             | муниципальный район / городской округ | Население, чел. | Основание / первое упоминание | Статус города | Герб |
| -- | ------------------ | ------------------------- | ------------------------------------- | --------------- | ----------------------------- | ------------- | ---- |
| 1  | Абинск             | Абинский район            | Абинский район                        | ↘38 440         | 1863                          | 1963          |      |
| 2  | Анапа              | город Анапа               | город-курорт Анапа, МО                | ↘84 804         | 1781                          | 1846          |      |
| 3  | Апшеронск          | Апшеронский район         | Апшеронский район                     | ↘39 047         | 1863                          | 1947          |      |
| 4  | Армавир            | город Армавир             | город Армавир, ГО                     | ↗185 356        | 1839                          | 1914          |      |
| 5  | Белореченск        | город Белореченск         | Белореченский район                   | ↘54 190         | 1862                          | 1958          |      |
| 6  | Геленджик          | город Геленджик           | город-курорт Геленджик, ГО            | ↘80 534         | 1831                          | 1915          |      |
| 7  | Горячий Ключ       | город Горячий Ключ        | город Горячий Ключ, МО                | ↗42 634         | 1864                          | 1965          |      |
| 8  | Гулькевичи         | Гулькевичский район       | Гулькевичский район                   | ↘32 911         | 1875                          | 1961          |      |
| 9  | Ейск               | город Ейск                | Ейский район                          | ↘81 099         | 1848                          | 1848          |      |
| 10 | Кореновск          | Кореновский район         | Кореновский район                     | ↘40 944         | 1794                          | 1961          |      |
| 11 | Краснодар          | город Краснодар           | город Краснодар, ГО                   | ↗1 154 885      | 1793                          | 1867          |      |
| 12 | Кропоткин          | город Кропоткин           | Кавказский район                      | ↘73 854         | 1879                          | 1921          |      |
| 13 | Крымск             | город Крымск              | Крымский район                        | ↗54 756         | 1862                          | 1958          |      |
| 14 | Курганинск         | Курганинский район        | Курганинский район                    | ↘46 089         | 1853                          | 1961          |      |
| 15 | Лабинск            | город Лабинск             | Лабинский район                       | ↘55 434         | 1841                          | 1947          |      |
| 16 | Новокубанск        | Новокубанский район       | Новокубанский район                   | ↘33 048         | 1867                          | 1966          |      |
| 17 | Новороссийск       | город Новороссийск        | город Новороссийск, ГО                | ↗261 973        | 1838                          | 1866          |      |
| 18 | Приморско-Ахтарск  | Приморско-Ахтарский район | Приморско-Ахтарский район             | ↘30 084         | 1854                          | 1949          |      |
| 19 | Славянск-на-Кубани | город Славянск-на-Кубани  | Славянский район                      | ↘60 780         | 1865                          | 1958          |      |
| 20 | Сочи               | город Сочи                | город-курорт Сочи, ГО                 | ↗445 149        | 1838                          | 1917          |      |
| 21 | Темрюк             | Темрюкский район          | Темрюкский район                      | ↘40 415         | 1794                          | 1860          |      |
| 22 | Тимашёвск          | Тимашёвский район         | Тимашёвский район                     | ↘51 101         | 1794                          | 1966          |      |
| 23 | Тихорецк           | город Тихорецк            | Тихорецкий район                      | ↘54 009         | 1895                          | 1926          |      |
| 24 | Туапсе             | город Туапсе              | Туапсинский район                     | ↘60 089         | 1838                          | 1916          |      |
| 25 | Усть-Лабинск       | Усть-Лабинский район      | Усть-Лабинский район                  | ↘38 572         | 1794                          | 1958          |      |
| 26 | Хадыженск          | Апшеронский район         | Апшеронский район                     | ↘21 700         | 1864                          | 1949          |      |

## Посёлки городского типа
На территории Краснодарского края 14 посёлков городского типа, из них:
- 1 образует федеральную территорию (в списке  выделен оранжевым цветом), в рамках организации местного самоуправления образует самостоятельный городской округ;
- 2 находятся в административном подчинении городов краевого подчинения (в списке серым цветом цветом), в рамках организации местного самоуправления входят в состав городских округов;
- 11 входят в состав административных районов, в рамках организации местного самоуправления — в состав муниципальных районов.

| №  | Название         | район / город / пгт | муниципальный район / городской округ | Население, чел. | Основание / первое упоминание | Статус пгт |
| -- | ---------------- | ------------------- | ------------------------------------- | --------------- | ----------------------------- | ---------- |
| 1  | Афипский         | Северский район     | Северский район                       | ↗23 594         | 1865                          | 1958       |
| 2  | Ахтырский        | Абинский район      | Абинский район                        | ↘21 270         | 1863                          | 1958       |
| 3  | Гирей            | Гулькевичский район | Гулькевичский район                   | ↘6171           | 1882                          | 1959       |
| 4  | Дагомыс          | город Сочи          | город-курорт Сочи, ГО                 |                 |                               | 2020       |
| 5  | Джубга           | Туапсинский район   | Туапсинский район                     | ↘7024           | 1864                          | 1966       |
| 6  | Ильский          | Северский район     | Северский район                       | ↗25 125         | 1863                          | 1947       |
| 7  | Красная Поляна   | город Сочи          | город-курорт Сочи, ГО                 | ↘9165           | 1876                          | 1950       |
| 8  | Красносельский   | Гулькевичский район | Гулькевичский район                   | ↗7403           | 1899                          | 1976       |
| 9  | Мостовской       | Мостовский район    | Мостовский район                      | ↘25 365         | 1894                          | 1961       |
| 10 | Нефтегорск       | Апшеронский район   | Апшеронский район                     | ↘4749           | 1924                          | 1929       |
| 11 | Новомихайловский | Туапсинский район   | Туапсинский район                     | ↘10 134         | 1864                          | 1966       |
| 12 | Псебай           | Мостовский район    | Мостовский район                      | ↘10 473         | 1862                          | 1958       |
| 13 | Сириус           | Сириус, пгт, ФТ     | Сириус, ГО                            | ↗14 448         | 2020                          | 2020       |
| 14 | Черноморский     | Северский район     | Северский район                       | ↘8504           | 1946                          | 1949       |

### Бывшие пгт
- Абинский — пгт с 1962 года. Преобразован в город Абинск в 1963 году.
- Абрау-Дюрсо — пгт с 1948 года. Преобразован в сельский населённый пункт в 2004 году[12].
- Адлер — пгт с 1927 года. Включён в состав города Сочи в 1961 году.
- Апшеронский — пгт с 1939 года. Преобразован в город Апшеронск в 1947 году.
- Архипо-Осиповка — пгт с 1960 года. Преобразован в сельский населённый пункт в 2004 году[12].
- Ачуево — пгт с 1948 года. Преобразован в сельский населённый пункт в 2004 году[13].
- Верхнебаканский — пгт с 1931 года. Преобразован в сельский населённый пункт в 2004 году[12].
- Витязево — пгт с 1986 года. Преобразован в сельский населённый пункт в 2004 году[12].
- Гайдук — пгт с 1931 года. Преобразован в сельский населённый пункт в 2004 году[12].
- Горячий Ключ — пгт с 1930 года. Преобразован в город в 1965 году.
- Гулькевичи — пгт с 1959 года. Преобразован в город в 1961 году.
- Кабардинка — пгт с 1958 года. Преобразован в сельский населённый пункт в 2004 году[12].
- Калинино — пгт с 1958 года. Включён в состав города Краснодар в 2003 году[14].
- Кутаис — пгт с 1945 года. Преобразован в сельский населённый пункт в 1999 году[15].
- Лазаревское — пгт с 1949 года. Включён в состав города Сочи в 1961 году.
- Мацеста — пгт с 1934 года. Включён в состав города Сочи.
- Нижнебаканский — пгт с 1958 года. Преобразован в сельский населённый пункт в 2000 году[16].
- Новокубанский — пгт с 1933 года. До 1961 года назывался Хуторок. Преобразован в город Новокубанск в 1966 году.
- Пашковский — пгт с 1958 года. Включён в состав города Краснодар в 2003 году[14].
- Солнцедар — пгт с 1929 года. Включён в состав города Геленджик в 1962 году.
- Хадыженский — пгт с 1939 года. Преобразован в город Хадыженск в 1949 году.
- Холмский — пгт с 1961 года. Преобразован в сельский населённый пункт в 1997 году[17].
- Хоста — пгт с 1932 года. Включён в состав города Сочи в 1951 году.